# Tircine
Tircine est une commune de la wilaya de Saïda en Algérie.